# Sophie Ferguson
Sophie Ferguson (Sydney, 19 de Março de 1986) é uma ex-tenista profissional australiana, seu melhor ranking de N. 140 em simples e oito a mais, 148 em duplas.